# Эквивалентность массы и энергии
Эта статья включает описание термина «энергия покоя»
Эта статья включает описание термина «E=mc2»; см. также другие значения.
Эквивале́нтность ма́ссы и эне́ргии — физическая концепция теории относительности, согласно которой полная энергия физического объекта (физической системы, тела) в состоянии покоя равна его массе, умноженной на размерный множитель квадрата скорости света в вакууме:
| {\displaystyle \ E=mc^{2}}, | (1) |

где {\displaystyle E} — энергия объекта, {\displaystyle m} — его масса, {\displaystyle c} — скорость света в вакууме, равная 299 792 458 м/с.
В зависимости от того, что понимается под терминами «масса» и «энергия», данная концепция может быть интерпретирована двояко:
1) с одной стороны, концепция означает, что масса тела (инвариантная масса, называемая также массой покоя) равна (с точностью до постоянного множителя {\displaystyle c^{2}}) энергии, «заключённой в нём», то есть его энергии, измеренной или вычисленной в сопутствующей системе отсчёта (системе отсчёта покоя), так называемой энергии покоя, или в широком смысле внутренней энергии этого тела,
| {\displaystyle E_{0}=mc^{2}}, | (2) |

где {\displaystyle E_{0}} — энергия покоя тела, {\displaystyle m} — его масса покоя;
2) с другой стороны, можно утверждать, что любому виду энергии (не обязательно внутренней) физического объекта (не обязательно тела) соответствует некая масса; например, для любого движущегося объекта было введено понятие релятивистской массы, равной (с точностью до множителя c²) полной энергии этого объекта (включая кинетическую),
| {\displaystyle \ m_{rel}c^{2}=E}, | (3) |

где {\displaystyle E} — полная энергия объекта, {\displaystyle m_{rel}} — его релятивистская масса.

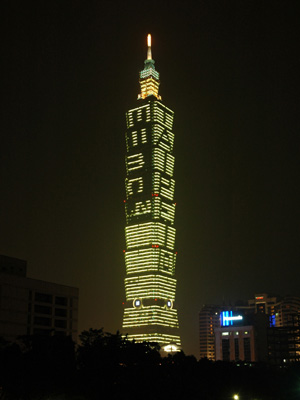
Формула на небоскрёбе Тайбэй 101 (Тайвань) во время одного из мероприятий Всемирного года физики, апрель 2005 года.

Первая интерпретация не является лишь частным случаем второй. Хотя энергия покоя является частным случаем энергии, а {\displaystyle m} практически равна {\displaystyle m_{rel}} в случае нулевой или малой скорости движения тела, но {\displaystyle m} имеет выходящее за рамки второй интерпретации физическое содержание: эта величина является скалярным (то есть выражаемым одним числом) инвариантным (неизменным при смене системы отсчёта) множителем в определении 4-вектора энергии-импульса, аналогичным ньютоновской массе и являющимся её прямым обобщением, и к тому же {\displaystyle m} является модулем 4-импульса. Дополнительно, именно {\displaystyle m} (а не {\displaystyle m_{rel}}) является единственным скаляром, который не только характеризует инертные свойства тела при малых скоростях, но и через который эти свойства могут быть достаточно просто записаны для любой скорости движения тела.
Таким образом, {\displaystyle m} — инвариантная масса — физическая величина, имеющая самостоятельное и во многом более фундаментальное значение.
В современной теоретической физике концепция эквивалентности массы и энергии используется в первом смысле. Главной причиной, почему приписывание массы любому виду энергии считается чисто терминологически неудачным и поэтому практически вышло из употребления в стандартной научной терминологии, является следующая из этого полная синонимичность понятий массы и энергии. Кроме того, неаккуратное использование такого подхода может запутывать и в конечном итоге оказывается неоправданным. Таким образом, в настоящее время термин «релятивистская масса» в профессиональной литературе практически не встречается, а когда говорится о массе, имеется в виду инвариантная масса. В то же время термин «релятивистская масса» используется для качественных рассуждений в прикладных вопросах, а также в образовательном процессе и в научно-популярной литературе. Этот термин подчёркивает увеличение инертных свойств движущегося тела вместе с его энергией, что само по себе вполне содержательно.
В наиболее универсальной форме принцип был сформулирован впервые Альбертом Эйнштейном в 1905 году, однако представления о связи энергии и инертных свойств тела развивались и в более ранних работах других исследователей.
В современной культуре формула {\displaystyle E=mc^{2}} является едва ли не самой известной из всех физических формул, что обусловливается её связью с устрашающей мощью атомного оружия. Кроме того, именно эта формула является символом теории относительности и широко используется популяризаторами науки.

## Эквивалентность инвариантной массы и энергии покоя
Исторически принцип эквивалентности массы и энергии был впервые сформулирован в своей окончательной форме при построении специальной теории относительности Альбертом Эйнштейном. Им было показано, что для свободно движущейся частицы, а также свободного тела и вообще любой замкнутой системы частиц, выполняются следующие соотношения:
| {\displaystyle \ E^{2}-{\vec {p}}^{\,2}c^{2}=m^{2}c^{4},\qquad {\vec {p}}={\frac {E{\vec {v}}}{c^{2}}}}, | (1.1) |

где {\displaystyle E}, {\displaystyle {\vec {p}}}, {\displaystyle {\vec {v}}}, {\displaystyle m} — энергия, импульс, скорость и инвариантная масса системы или частицы, соответственно, {\displaystyle c} — скорость света в вакууме. Из этих выражений видно, что в релятивистской механике, даже когда в нуль обращаются скорость и импульс тела (массивного объекта), его энергия в нуль не обращается, оставаясь равной некоторой величине, определяемой массой тела:
| {\displaystyle E_{0}=mc^{2}}. | (1.2) |

Эта величина носит название энергии покоя, и данное выражение устанавливает эквивалентность массы тела этой энергии. На основании этого факта Эйнштейном был сделан вывод, что масса тела является одной из форм энергии и что тем самым законы сохранения массы и энергии объединены в один закон сохранения.
Энергия и импульс тела являются компонентами 4-вектора энергии-импульса (четырёхимпульса) (энергия — временной, импульс — пространственными) и соответствующим образом преобразуются при переходе из одной системы отсчёта в другую, а масса тела является лоренц-инвариантом, оставаясь при переходе в другие системы отсчёта постоянной, и имея смысл модуля вектора четырёхимпульса.
Несмотря на то, что энергия и импульс частиц аддитивны, то есть для системы частиц имеем:
| {\displaystyle \ E=\sum _{i}E_{i}\qquad {\vec {p}}=\sum _{i}{\vec {p}}_{i}} | (1.3) |

масса частиц аддитивной не является, то есть масса системы частиц, в общем случае, не равна сумме масс составляющих её частиц.
Таким образом, энергия (неинвариантная, аддитивная, временная компонента четырёхимпульса) и масса (инвариантный, неаддитивный модуль четырёхимпульса) — это две разные физические величины.
Эквивалентность инвариантной массы и энергии покоя означает, что в сопутствующей системе отсчёта, в которой свободное тело покоится, его энергия (с точностью до множителя {\displaystyle c^{2}}) равна его инвариантной массе.
Четырёхимпульс равен произведению инвариантной массы на четырёхскорость тела.
| {\displaystyle p^{\mu }=m\,U^{\mu }\!}, | (1.4) |

Это соотношение следует считать аналогом в специальной теории относительности классического определения импульса через массу и скорость.

## Понятие релятивистской массы
После того, как Эйнштейн предложил принцип эквивалентности массы и энергии, стало очевидно, что понятие массы может интерпретироваться двояко. С одной стороны, это инвариантная масса, которая — именно в силу инвариантности — совпадает с той массой, что фигурирует в классической физике, с другой — можно ввести так называемую релятивистскую массу, эквивалентную полной (включая кинетическую) энергии физического объекта:
| {\displaystyle \ m_{rel}={\frac {E}{c^{2}}}}, | (2.1) |

где {\displaystyle m_{\mathrm {rel} }} — релятивистская масса, {\displaystyle E} — полная энергия объекта.
Для массивного объекта (тела) эти две массы связаны между собой соотношением:
| {\displaystyle \ m_{rel}={\frac {m}{\sqrt {1-{\frac {v^{2}}{c^{2}}}}}}}, | (2.2) |

где {\displaystyle m} — инвариантная («классическая») масса, {\displaystyle v} — скорость тела.
Соответственно,
| {\displaystyle \ E=m_{rel}c^{2}={\frac {mc^{2}}{\sqrt {1-{\frac {v^{2}}{c^{2}}}}}}}. | (2.3) |

Энергия и релятивистская масса — это одна и та же физическая величина (неинвариантная, аддитивная, временная компонента четырёхимпульса).
Эквивалентность релятивистской массы и энергии означает, что во всех системах отсчёта энергия физического объекта (с точностью до множителя {\displaystyle c^{2}}) равна его релятивистской массе.
Введённая таким образом релятивистская масса является коэффициентом пропорциональности между трёхмерным («классическим») импульсом и скоростью тела:
| {\displaystyle \ {\vec {p}}=m_{rel}{\vec {v}}}, | (2.4) |

Аналогичное соотношение выполняется в классической физике для инвариантной массы, что также приводится как аргумент в пользу введения понятия релятивистской массы. Это в дальнейшем привело к тезису, что масса тела зависит от скорости его движения.

В процессе создания теории относительности обсуждались понятия продольной и поперечной массы массивной частицы (тела). Пусть сила, действующая на тело, равна скорости изменения релятивистского импульса. Тогда связь силы {\displaystyle {\vec {F}}} и ускорения {\displaystyle {\vec {a}}=d{\vec {v}}/dt} существенно изменяется по сравнению с классической механикой:
{\displaystyle {\vec {F}}={\frac {d{\vec {p}}}{dt}}={\frac {m{\vec {a}}}{\sqrt {1-v^{2}/c^{2}}}}+{\frac {m{\vec {v}}\cdot ({\vec {v}}{\vec {a}})/c^{2}}{(1-v^{2}/c^{2})^{3/2}}}.}
Если скорость перпендикулярна силе, то {\displaystyle {\vec {F}}=m\gamma {\vec {a}},} а если параллельна, то {\displaystyle {\vec {F}}=m\gamma ^{3}{\vec {a}},} где {\displaystyle \gamma =1/{\sqrt {1-v^{2}/c^{2}}}} — релятивистский фактор. Поэтому {\displaystyle m\gamma =m_{\mathrm {rel} }} называют поперечной массой, а {\displaystyle m\gamma ^{3}} — продольной.
Утверждение о том, что масса зависит от скорости, вошло во многие учебные курсы и в силу своей парадоксальности приобрело широкую известность среди неспециалистов. Однако в современной физике избегают использовать термин «релятивистская масса», используя вместо него понятие энергии, а под термином «масса» понимая инвариантную массу (покоя). В частности, выделяются следующие недостатки введения термина «релятивистская масса»:
- неинвариантность релятивистской массы относительно преобразований Лоренца;
- синонимичность понятий энергия и релятивистская масса, и, как следствие, избыточность введения нового термина;
- наличие различных по величине продольной и поперечной релятивистских масс и невозможность единообразной записи аналога второго закона Ньютона в виде

{\displaystyle m_{\mathrm {rel} }{\frac {d{\vec {v}}}{dt}}={\vec {F}};}
- методологические сложности преподавания специальной теории относительности, наличие специальных правил, когда и как следует пользоваться понятием «релятивистская масса» во избежание ошибок;
- путаница в терминах «масса», «масса покоя» и «релятивистская масса»: часть источников просто массой называют одно, часть — другое.

Несмотря на указанные недостатки, понятие релятивистской массы используется и в учебной, и в научной литературе. В научных статьях понятие релятивистской массы используется по большей части только при качественных рассуждениях как синоним увеличения инертности частицы, движущейся с околосветовой скоростью.

## Гравитационное взаимодействие
В классической физике гравитационное взаимодействие описывается законом всемирного тяготения Ньютона, и его величина определяется гравитационной массой тела, которая с высокой степенью точности равна по величине инертной массе, о которой шла речь выше, что позволяет говорить о просто массе тела.
В релятивистской физике гравитация подчиняется законам общей теории относительности, в основе которой лежит принцип эквивалентности, заключающийся в неотличимости явлений, происходящих локально в гравитационном поле, от аналогичных явлений в неинерциальной системе отсчёта, движущейся с ускорением, равным ускорению свободного падения в гравитационном поле. Можно показать, что данный принцип эквивалентен утверждению о равенстве инертной и гравитационной масс.
В общей теории относительности энергия играет ту же роль, что и гравитационная масса в классической теории. Действительно, величина гравитационного взаимодействия в этой теории определяется так называемым тензором энергии-импульса, являющимся обобщением понятия энергии.
В простейшем случае точечной частицы в центрально-симметричном гравитационном поле объекта, масса которого много больше массы частицы, сила, действующая на частицу, определяется выражением:
{\displaystyle {\vec {F}}=-GM{\frac {E}{c^{2}}}{\frac {(1+\beta ^{2}){\vec {r}}-({\vec {r}}{\vec {\beta }}){\vec {\beta }}}{r^{3}}},}
где G — гравитационная постоянная, M — масса тяжёлого объекта, E — полная энергия частицы, {\displaystyle \beta =v/c,} v — скорость частицы, {\displaystyle {\vec {r}}} — радиус-вектор, проведённый из центра тяжёлого объекта в точку нахождения частицы. Из этого выражения видна главная особенность гравитационного взаимодействия в релятивистском случае по сравнению с классической физикой: оно зависит не только от массы частицы, но и от величины и направления её скорости. Последнее обстоятельство, в частности, не позволяет ввести однозначным образом некую эффективную гравитационную релятивистскую массу, сводившую бы закон тяготения к классическому виду.

## Предельный случай безмассовой частицы
Важным предельным случаем является случай частицы, масса которой равна нулю. Примером такой частицы является фотон — частица-переносчик электромагнитного взаимодействия. Из приведённых выше формул следует, что для такой частицы справедливы следующие соотношения:
{\displaystyle E=pc,\qquad v=c.}
Таким образом, частица с нулевой массой вне зависимости от своей энергии всегда движется со скоростью света. Для безмассовых частиц введение понятия «релятивистской массы» в особой степени не имеет смысла, поскольку, например, при наличии силы в продольном направлении скорость частицы постоянна, а ускорение, следовательно, равно нулю, что требует бесконечной по величине эффективной массы тела. В то же время, наличие поперечной силы приводит к изменению направления скорости, и, следовательно, «поперечная масса» фотона имеет конечную величину.
Аналогично бессмысленно для фотона вводить эффективную гравитационную массу. В случае центрально-симметричного поля, рассмотренного выше, для фотона, падающего вертикально вниз, она будет равна {\displaystyle E/c^{2}}, а для фотона, летящего перпендикулярно направлению на гравитационный центр, — {\displaystyle 2E/c^{2}}.

## Практическое значение

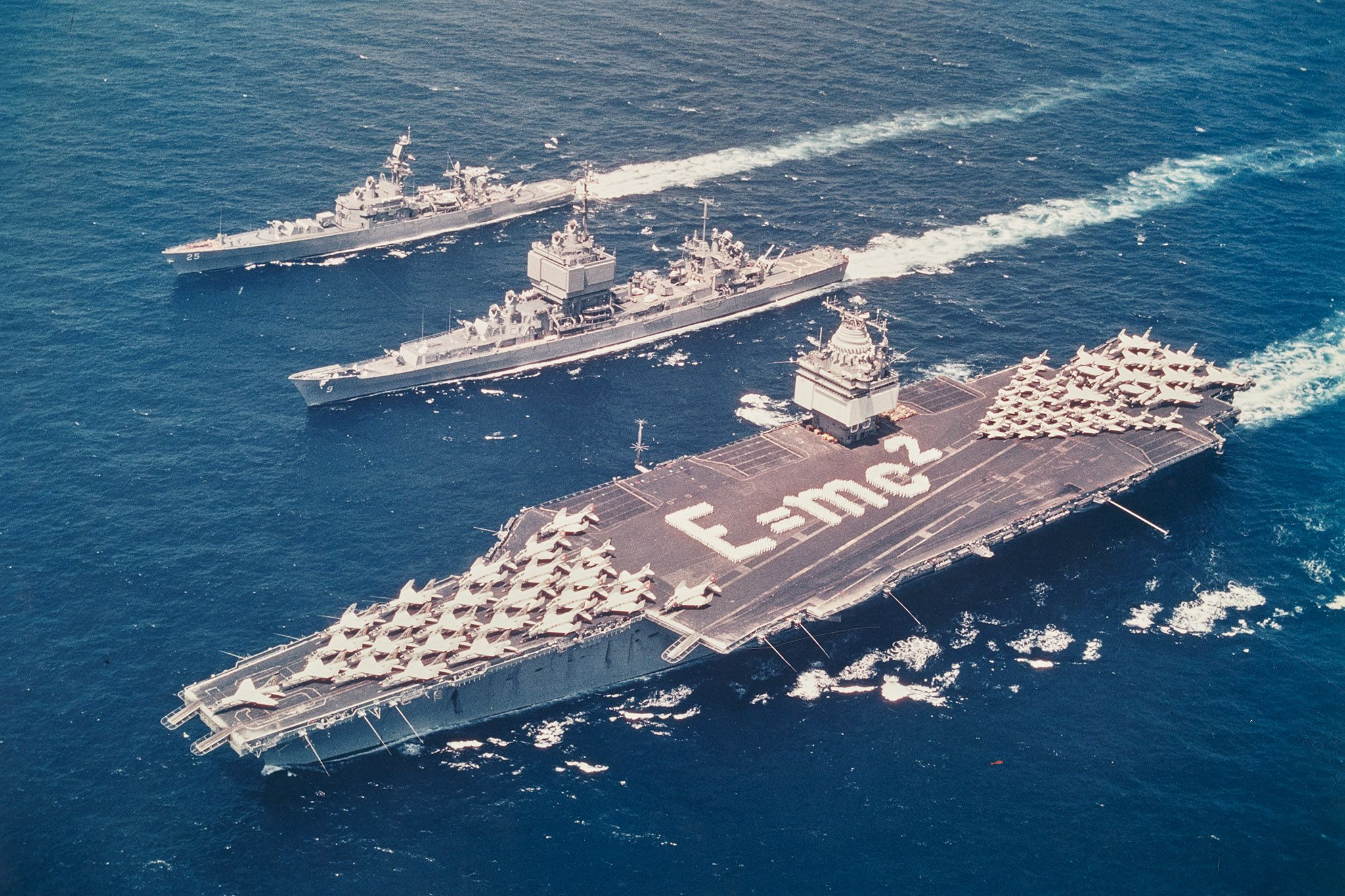
Формула на палубе первого авианосца с ядерной силовой установкой USS Enterprise 31 июля 1964

Полученная А. Эйнштейном эквивалентность массы тела запасённой в теле энергии стала одним из главных практически важных результатов специальной теории относительности. Соотношение {\displaystyle E_{0}=mc^{2}} показало, что в веществе заложены огромные (благодаря квадрату скорости света) запасы энергии, которые могут быть использованы в энергетике и военных технологиях.

### Количественные соотношения между массой и энергией
В международной системе единиц СИ отношение энергии и массы, называемое удельной теплотой {\displaystyle E/m} выражается в джоулях на килограмм, и оно численно равно квадрату значения скорости света {\displaystyle c} в метрах в секунду:
{\displaystyle {\frac {E}{m}}=c^{2}=({\text{299 792 458 m/s}})^{2}} = 89 875 517 873 681 764 Дж/кг (≈9,0⋅1016 Дж/кг).
Таким образом, 1 грамм массы эквивалентен следующим значениям энергии:
- 89,9 тераджоулей (89,9 ТДж)
- 25,0 миллионов киловатт-часов (25 ГВт·ч),
- 21,5 миллиардов килокалорий (≈21 Ткал),
- 21,5 килотонн в тротиловом эквиваленте (≈21 кт).

В ядерной физике часто применяется значение отношения энергии и массы, выраженное в мегаэлектронвольтах на атомную единицу массы — ≈931,494 МэВ/а.е.м.

### Примеры взаимопревращения энергии покоя и кинетической энергии
Энергия покоя способна переходить в кинетическую энергию частиц в результате ядерных и химических реакций, если в них масса вещества, вступившего в реакцию, больше массы вещества, получившегося в результате. Примерами таких реакций являются:
- Аннигиляция пары частица-античастица с образованием двух фотонов. Например, при аннигиляции электрона и позитрона образуется два гамма-кванта, и энергия покоя пары полностью переходит в энергию фотонов:

{\displaystyle e^{-}+e^{+}\rightarrow 2\gamma .}
- Термоядерная реакция синтеза атома гелия из протонов и электронов, в которой разность масс гелия и протонов преобразуется в кинетическую энергию гелия и энергию электронных нейтрино

{\displaystyle 2e^{-}+4p^{+}\rightarrow {}_{2}^{4}\mathrm {He} +2\nu _{e}+E_{\mathrm {kin} }.}
- Реакция деления ядра урана-235 при столкновении с медленным нейтроном. При этом ядро делится на два осколка с меньшей суммарной массой с испусканием двух или трёх нейтронов и освобождением энергии порядка 200 МэВ, что составляет порядка 1 процента от массы атома урана. Пример такой реакции:

{\displaystyle {}_{92}^{235}\mathrm {U} +{}_{0}^{1}n\rightarrow {}_{36}^{93}\mathrm {Kr} +{}_{56}^{140}\mathrm {Ba} +3~{}_{0}^{1}n.}
- Реакция горения метана:

{\displaystyle \mathrm {CH} _{4}+2\mathrm {O} _{2}\rightarrow \mathrm {CO} _{2}+2\mathrm {H} _{2}\mathrm {O} .}
В этой реакции выделяется порядка 35,6 МДж тепловой энергии на кубический метр метана, что составляет порядка 10−10 от его энергии покоя. Таким образом, в химических реакциях преобразование энергии покоя в кинетическую энергию значительно ниже, чем в ядерных. На практике этим вкладом в изменение массы прореагировавших веществ в большинстве случаев можно пренебречь, так как оно обычно лежит вне пределов возможности измерений.
В практических применениях превращение энергии покоя в энергию излучения редко происходит со стопроцентной эффективностью. Теоретически совершенным превращением было бы столкновение материи с антиматерией, однако в большинстве случаев вместо излучения возникают побочные продукты и вследствие этого только очень малое количество энергии покоя превращается в энергию излучения.
Существуют также обратные процессы, увеличивающие энергию покоя, а следовательно и массу. Например, при нагревании тела увеличивается его внутренняя энергия, в результате чего возрастает масса тела. Другой пример — столкновение частиц. В подобных реакциях могут рождаться новые частицы, массы которых существенно больше, чем у исходных. «Источником» массы таких частиц является кинетическая энергия столкновения.

## История и вопросы приоритета

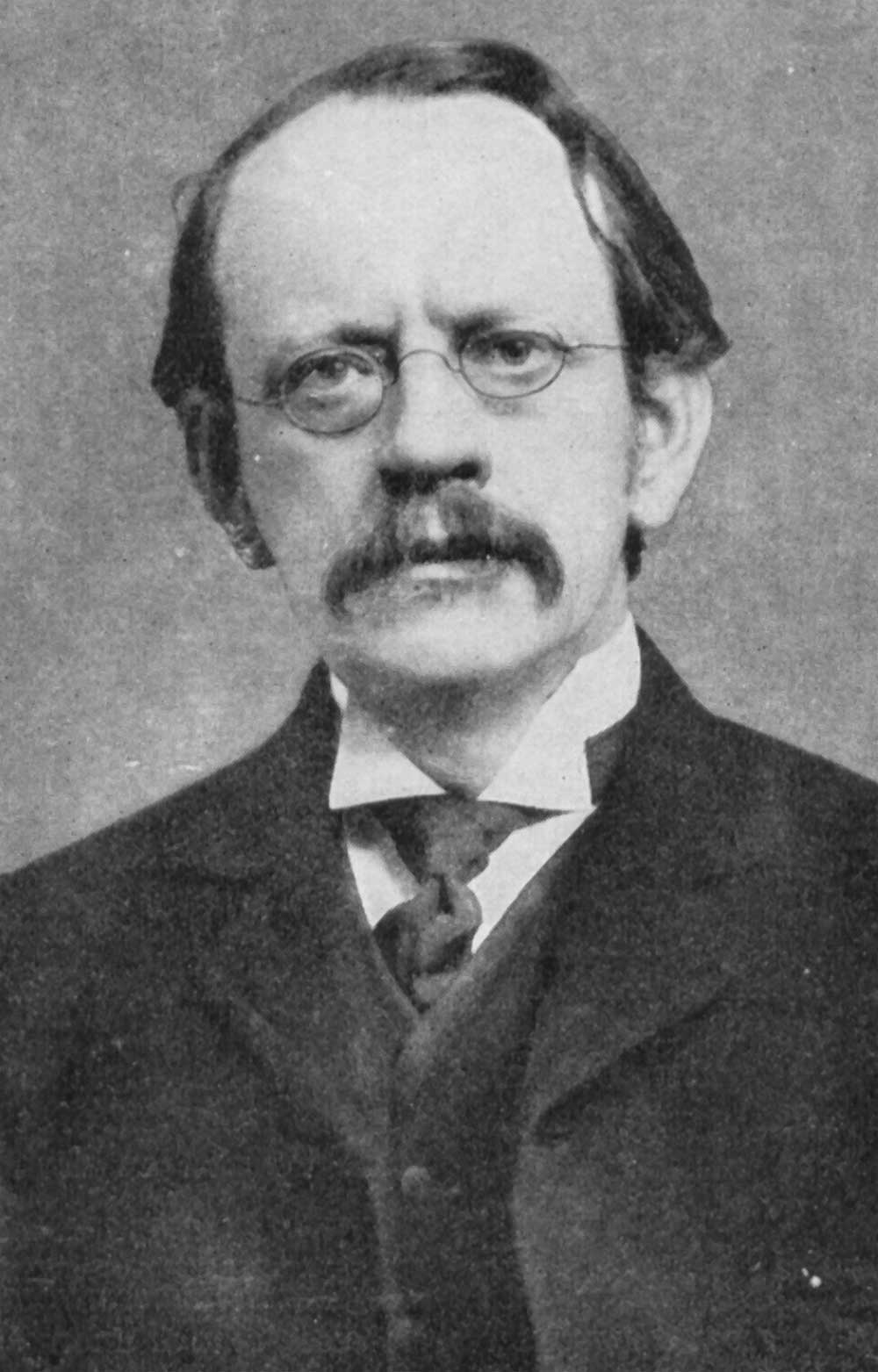
Джозеф Джон Томсон первым попытался связать энергию и массу

Представление о массе, зависящей от скорости, и об имеющейся связи между массой и энергией начало формироваться ещё до появления специальной теории относительности. В частности, в попытках согласовать уравнения Максвелла с уравнениями классической механики некоторые идеи были выдвинуты в трудах Генриха Шрамма (1872), Н. А. Умова (1874), Дж. Дж. Томсона (1881), О. Хевисайда (1889), Р. Сирла, М. Абрагама, Х. Лоренца и А. Пуанкаре. Однако только у А. Эйнштейна эта зависимость универсальна, не связана с эфиром и не ограничена электродинамикой.
Считается, что впервые попытка связать массу и энергию была предпринята в работе Дж. Дж. Томсона, появившейся в 1881 году. Томсон в своей работе вводит понятие электромагнитной массы, называя так вклад, вносимый в инертную массу заряженного тела электромагнитным полем, создаваемым этим телом.
Идея наличия инерции у электромагнитного поля присутствует также и в работе О. Хевисайда, вышедшей в 1889 году. Обнаруженные в 1949 году черновики его рукописи указывают на то, что где-то в это же время, рассматривая задачу о поглощении и излучении света, он получает соотношение между массой и энергией тела в виде {\displaystyle E=mc^{2}}.
В 1900 году А. Пуанкаре опубликовал работу, в которой пришёл к выводу, что свет как переносчик энергии должен иметь массу, определяемую выражением {\displaystyle E/v^{2},} где E — переносимая светом энергия, v — скорость переноса.

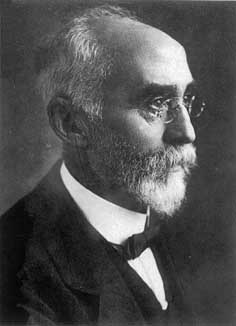
Хендрик Антон Лоренц указывал на зависимость массы тела от его скорости

В работах М. Абрагама (1902 год) и Х. Лоренца (1904 год) было впервые установлено, что, вообще говоря, для движущегося тела нельзя ввести единый коэффициент пропорциональности между его ускорением и действующей на него силой. Ими были введены понятия продольной и поперечной масс, применяемые для описания динамики частицы, движущейся с околосветовой скоростью, с помощью второго закона Ньютона. Так, Лоренц в своей работе писал:

Следовательно, в процессах, при которых возникает ускорение в направлении движения, электрон ведёт себя так, как будто он имеет массу {\displaystyle m_{1},} а при ускорении в направлении, перпендикулярном к движению, как будто обладает массой {\displaystyle m_{2}.} Величинам {\displaystyle m_{1}} и {\displaystyle m_{2}} поэтому удобно дать названия «продольной» и «поперечной» электромагнитных масс.
Оригинальный текст (англ.)Hence, in phenomena in which there is an acceleration in the direction of motion, the electron behaves as if it had a mass {\displaystyle m_{1}}, those in which the acceleration is normal to the path, as if the mass were {\displaystyle m_{2}}. These quantities {\displaystyle m_{1}} and {\displaystyle m_{2}} may therefore properly be called the "longitudinal" and "transverse" electromagnetic masses of the electron

Экспериментально зависимость инертных свойств тел от их скорости была продемонстрирована в начале XX века в работах В. Кауфмана (1902 год) и А. Бухерера (1908 год).
В 1904—1905 годах Ф. Газенорль в своей работе приходит к выводу, что наличие в полости излучения проявляется в том числе и так, будто бы масса полости увеличилась.

Альберт Эйнштейн сформулировал принцип эквивалентности энергии и массы в наиболее общем виде

В 1905 году появляется сразу целый ряд основополагающих работ А. Эйнштейна, в том числе и работа, посвящённая анализу зависимости инертных свойств тела от его энергии. В частности, при рассмотрении испускания массивным телом двух «количеств света» в этой работе впервые вводится понятие энергии покоящегося тела и делается следующий вывод:

Масса тела есть мера содержания энергии в этом теле; если энергия изменяется на величину L, то масса изменяется соответственно на величину L/9×1020, причём здесь энергия измеряется в эргах, а масса — в граммах… Если теория соответствует фактам, то излучение переносит инерцию между излучающими и поглощающими телами
Оригинальный текст (нем.)Die Masse eines Körpers ist ein Maß für dessen Energieinhalt; ändert sich die Energie um L, so ändert sich die Masse in demselben Sinne um L/9.1020 wenn die Energie in Erg und die Masse in Grammen gemessen wird… Wenn die Theorie den Tatsachen entspricht, so überträgt die Strahlung trägheit zwischen den emittierenden und absorbierenden Körpern

В 1906 году Эйнштейн впервые говорит о том, что закон сохранения массы является всего лишь частным случаем закона сохранения энергии.
В более полной мере принцип эквивалентности массы и энергии был сформулирован Эйнштейном в работе 1907 года, в которой он пишет

…упрощающее предположение {\displaystyle \mu V^{2}=}ε0 является одновременно выражением принципа эквивалентности массы и энергии…
Оригинальный текст (нем.)…daß die vereinfachende Festsetzung {\displaystyle \mu V^{2}=} ε0 zugleich der Ausdruck des Prinzipes der Äquivalenz von Masse und Energie ist…

Под упрощающим предположением здесь имеется в виду выбор произвольной постоянной в выражении для энергии. В более подробной статье, вышедшей в том же году, Эйнштейн замечает, что энергия является также и мерой гравитационного взаимодействия тел.
В 1911 году выходит работа Эйнштейна, посвящённая гравитационному воздействию массивных тел на свет. В этой работе рассматривается эффект замедления времени вблизи массивных тел, что уменьшает скорость света вблизи них. Рассматривая распространение света в виде волн (используя принцип Гюйгенса) в вакууме с переменной скоростью, Эйнштейн вычислил эффект преломления лучей света (по аналогии с преломлением света в линзе или атмосфере Земли). В результате вычислений для луча света в поле тяготения Солнца выводится значение отклонения луча на 0,83 дуговой секунды, что в два раза меньше правильного значения, полученного им же позже на основе развитой общей теории относительности. Интересно, что то же самое половинное значение было получено И. фон Зольднером ещё в 1804 году, но его работа осталась незамеченной.
Экспериментально эквивалентность массы и энергии была впервые продемонстрирована в 1933 году. В Париже Ирен и Фредерик Жолио-Кюри сделали фотографию процесса превращения кванта света, несущего энергию, в две частицы, имеющих ненулевую массу. Приблизительно в то же время в Кембридже Джон Кокрофт и Эрнест Томас Синтон Уолтон наблюдали выделение энергии при делении атома на две части, суммарная масса которых оказалась меньше, чем масса исходного атома.

## Влияние на культуру
С момента открытия формула {\displaystyle E=mc^{2}} стала одной из самых известных физических формул и является символом теории относительности. Несмотря на то, что исторически формула была впервые предложена не Альбертом Эйнштейном, сейчас она ассоциируется исключительно с его именем, например, именно эта формула была использована в качестве названия вышедшей в 2005 году телевизионной биографии известного учёного. Известности формулы способствовало широко использованное популяризаторами науки контринтуитивное заключение, что масса тела увеличивается с увеличением его скорости. Кроме того, с этой же формулой ассоциируется мощь атомной энергии. Так, в 1946 году журнал «Time» на обложке изобразил Эйнштейна на фоне гриба ядерного взрыва с формулой {\displaystyle E=mc^{2}} на нём.

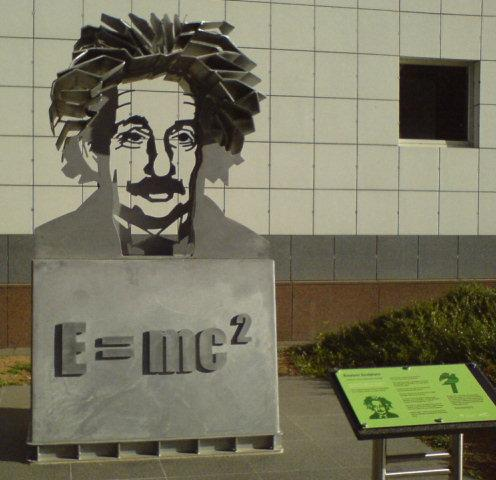
Бюст Эйнштейна в австралийском Центре науки и техники Квестакон
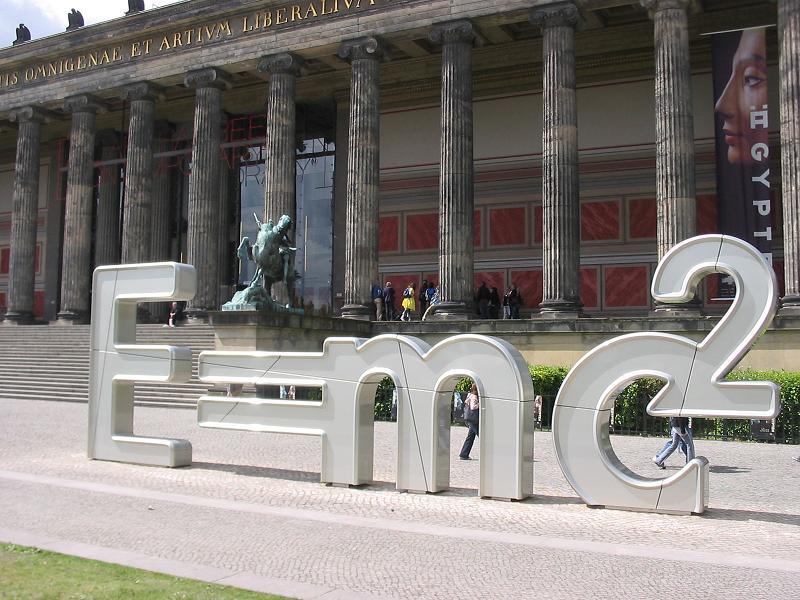
«Теория относительности», одна из шести скульптур в ансамбле Walk of Ideas в Берлине в 2006 году